# Next Mars Orbiter
Next Mars Orbiter (anciennement Mars 2022 Orbiter) ou NeMO (pour Next Generation Mars Orbiter) est un projet de satellite de télécommunications de la NASA destiné à être placé en orbite autour de la planète Mars pour jouer le rôle de relais entre les missions se déroulant sur le sol martien (atterrisseurs comme InSight, rovers comme Curiosity ou Mars 2020) et la Terre. Le projet est en cours d'étude. Il devrait être initialement lancé vers 2022. La NASA estimant que les satellites assurant le relais des missions programmées pour la décennie 2020 fonctionneront encore, a décidé de mettre en suspens cette mission. Une mission similaire pourrait être programmée au milieu de la décennie 2020 notamment pour servir de relais à la mission de retour d'échantillons martiens qui devrait être lancée vers 2026.

## Contexte
Les missions spatiales de la NASA qui se déroulent sur le sol martien dépendent pour les échanges de données avec la Terre de satellites vieillissants, 2001 Mars Odyssey (lancé en 2001) et Mars Reconnaissance Orbiter (lancé en 2005), qui doivent être remplacés dans les années à venir. La NASA a demandé au MEPAG, groupe de travail chargé de définir la stratégie d'exploration de la planète Mars, de préciser les missions d'un orbiteur qui pourrait prendre la suite de ces deux satellites au début des années 2020 tout en faisant progresser les recherches scientifiques et technologiques en particulier dans la perspective d'une mission de retour d'échantillons martiens. La mission devrait décoller durant la fenêtre de lancement 2022 après celle de 2020 consacré au lancement du rover Mars 2020. Le rapport remis par le MEPAG fin 2015 propose notamment de développer un engin spatial utilisant une propulsion ionique lui donnant la capacité d'effectuer des manœuvres nécessaires dans le cadre de certains scénarios de mission de retour d'échantillons et de disposer d'une capacité d'imagerie optique permettant de poursuivre la cartographie réalisée par MRO. En juin 2016, la NASA lance un appel d'offres auprès de l'industrie pour que celle-ci lui fasse des propositions sur la base des conclusions du rapport du MEPAG.

## Objectifs de la mission
Selon l'appel d'offres de la NASA, la mission aura pour objectifs de : 
- prendre en charge le rôle de relais de télécommunications entre les missions se déroulant sur le sol martien et la Terre avec des débits plus élevés que les satellites en place ;
- poursuivre l'étude de la surface de Mars en réalisant des images à haute résolution en lumière visible ;
- tester les futures techniques qui seront mises en œuvre dans le cadre d'une mission de retour d'échantillons grâce à des capacités de manœuvre élevées ;
- valider des technologies innovantes en matière de télécommunications ;
- assurer le support d'une éventuelle mission de retour d'échantillons martiens.

## Caractéristiques techniques
Mars 2022 Orbiter est une sonde spatiale de taille moyenne avec une masse de 1 250 kg pour la plateforme et environ 600 kg d'ergols et 50 kg de charge utile (hors systèmes de télécommunications). Le projet prévoit l'utilisation de deux moteurs ioniques NEXT-C (dont un de rechange) permettant un changement de vitesse total en cours de vie de 14 km/s (nouveau record). Les panneaux solaires fournissent 20 kW au niveau de l'orbite martienne. La durée de vie de la sonde spatiale est de 6,5 ans.

### Systèmes de télécommunications
Le système de télécommunications devra pouvoir transférer de 50 à 800 gigabits par jour avec une capacité de stockage de 2 térabits. Les échanges avec la Terre se font en bande Ka et avec les missions au sol ou en orbite en bande X. Le débit de la liaison avec la Terre devrait être trois fois supérieur à celui permis par le système de télécommunications de Mars Reconnaissance Orbiter mais il sera plus sensible aux conditions météorologiques terrestres du fait du recours à la bande Ka. 

### Instrumentation scientifique
La sonde spatiale embarque une instrumentation scientifique limitée. Le principal instrument serait une caméra pouvant produire des images de portions du sol de 6 × 30 km avec une résolution de 30 cm par pixel. La masse allouée est de 50 kg et la consommation électrique est de 60 watts. L'orientation de la caméra s'effectue en modifiant l'orientation de la sonde spatiale. La sonde spatiale pourra emporter d'autres instruments développés dans le cadre d'une coopération internationale.

## Déroulement de la mission
Si la mission est acceptée, l'insertion en orbite s'effectuerait sur une orbite haute, puis la sonde spatiale se placerait sur une orbite basse en utilisant ses moteurs ioniques. L'altitude de l'orbite opérationnelle est de 320 km avec une inclinaison orbitale comprise entre 75 et 93°.

## Avancement du projet

### Appel d'offres auprès des industriels
Une première enveloppe budgétaire a été dégagée en 2016 et un appel d'offres a été lancé en juin 2016 auprès de l'industrie aérospatiale pour préciser les caractéristiques de la future sonde spatiale. En juillet 2016, le centre JPL de la NASA sélectionne quatre constructeurs : Lockheed Martin Space Systems, Northrop Grumman, Orbital ATK et Space Systems/Loral.

### Un projet abandonné ou repoussé
La NASA étudie des solutions alternatives pour ne pas avoir à lancer cette nouvelle mission. En 2018, le responsable du programme d'exploration de Mars de la NASA indique que la probabilité d'une panne de l'ensemble des orbiteurs assurant le relais entre Mars et la Terre semble très faible dans les années qui viennent et dans ce contexte, il a été décidé de s'assurer que les engins existants puissent prolonger leur mission. Courant 2020, aucun budget n'est alloué au projet. 